# Sislioba
Sislioba ist ein Dorf im türkischen Landkreis Demirköy der Provinz Kırklareli. Das Dorf liegt nordöstlich vom Ort Demirköy nahe der Schwarzmeerküste und der türkisch-bulgarischen Grenze.
Der Autor Jens Mühling teilt in seinem Buch über seine Reise um das Schwarze Meer Berichte von der Tätigkeit der Schlepper an der EU-Grenze mit: „Die Syrer hatten sich von den Schleppern ihr ganzes Geld abnehmen lassen.“